# Mariétta Giannákou
Mariétta Giannákou (en grec : Μαριέττα Γιαννάκου) est une femme politique grecque née le 5 juin 1951 à Gerákion en Laconie et morte le 27 février 2022.
Députée au Parlement européen et au Parlement hellénique, elle fut ministre de la Santé (1990-1991) puis ministre de l’Éducation et des Cultes (2004-2007) dans les gouvernements de Kóstas Karamanlís.

## Biographie

### Formation
Docteur en neuro-psychiatrie de la faculté de médecine de l'université d'Athènes.

### Carrière politique
En 1974, elle participa à la fondation de l'organisation de jeunesse de la Nouvelle Démocratie. En 1975, elle était Secrétaire générale aux relations internationales de l'Organisation de Jeunesse de la Nouvelle Démocratie. En 1976, elle était membre du Comité exécutif du mouvement.
Mariétta Yannákou, passée au sein de la Nouvelle Démocratie fut membre du Comité central en 1979 puis devint conseillère du Président pour les affaires organisationnelles à partir de 1981. Elle fut Secrétaire aux Affaires étrangères et européennes de 1992 à 1998. Elle redevint membre du Comité central de 1997 à 2007. Elle fit partie du Comité exécutif en 1998-2000. Elle prit la tête de la section des Affaires sociales du parti en 2000-2001. Elle fut enfin membre du Comité politique de 2001 à 2007.
Députée européenne de 1984 à 1993, de 1999 à 2004 puis depuis 2009, elle a également été députée de la première circonscription d'Athènes au Parlement grec, constamment réélue de 1993 à 2007 où elle n'est arrivée qu'en 10e position. Son échec électoral a été imputé à son impuissance à appliquer sa réforme des universités, ainsi qu'à sa volonté de conserver le manuel d'histoire de 6e malgré les critiques virulentes des nationalistes. Ce manuel contient une carte historique réalisée par l'Allemagne nazie et illustrant l'Europe telle que la voulaient les nazis. Cette carte nomme la FYROM Macédoine et fait passer la frontière grecque à Kavála, à 50 km au sud de la frontière actuelle. Malgré le caractère uniquement informatif et historique de la carte, elle suscita la colère des nationalistes.
Mariétta Yannákou a été Ministre de la santé en 1990-1991 puis Ministre de l'Éducation nationale et des Affaires religieuses (2004-2007). Ayant entrepris une profonde réforme de l'enseignement supérieur, Mariétta Yannákou a provoqué la colère des étudiants et des professeurs au printemps 2006. Des gigantesques manifestations ont eu lieu demandant son départ du gouvernement.
Après les élections législatives de l'automne 2007, elle dut quitter son poste de Ministre de l'Éducation, après sa défaite électorale. Elle a été remplacée par Evripidis Stylianidis.

### Problèmes de santé
Elle se brisa très gravement la jambe droite à la suite d'une chute. L'infection qui en résulta risquait de dégénérer en gangrène en raison de son diabète et de se répandre dans le reste du corps. Le 7 février 2008, elle dut subir une amputation sous le genou, puis une nouvelle, un peu plus haut, le 3 mars. Le 28 février 2008, elle subit une angioplastie à la suite d'une crise cardiaque lors d'une nouvelle opération à la jambe droite.

## Postes politiques

### Gouvernement grec
- Ministre de la santé (1990-1991)
- Ministre de l'Éducation nationale et des Affaires religieuses (2004-2007)

### Parlement hellénique
- Vice-Présidente de la Commission parlementaire des Affaires européennes (2000-2004)
- Vice-Présidente de la Commission parlementaire d'étude du problème de la drogue (1993-2004)
- Vice-Présidente de la Commission parlementaire d'étude de la réforme pénitentiaire et des conditions de vie des prisonniers (1993-1999)
- Membre de la Commission parlementaire des Affaires étrangères et de la Défense (1993-2004)
- Membre de la Commission parlementaire des Affaires européennes (1993-1999)
- Membre de la Commission parlementaire des Affaires sociales (1993-1999)
- Membre de la Commission parlementaire des droits de la femme (1993-1999)

### Parlement européen
- Vice-Présidente de la Commission des droits de la femme (1984-1989)
- Membre de la Commission des droits de la femme (1989-1990)
- Membre de la Commission des affaires sociales et de l'emploi (1984-1990)
- Membre de la délégation pour les relations avec les pays d'Amérique du sud (1987-1990)
- Membre de la Commission des affaires étrangères, des droits de l'homme, de la sécurité commune et de la politique de défense (1999-2000)
- Membre de la délégation à la commission parlementaire mixte UE-Turquie (1999-2000)

- Membre du bureau politique du Parti populaire européen (1989-2000)

## Décorations
- Décorée par le Chili pour son œuvre pour le rétablissement de la démocratie de la médaille Bernardo O' Higgins
- Commandeur de l'ordre du Mérite de la république de Pologne pour son travail pour l'intégration de la Pologne dans l'Union européenne